# Sútra
Sútra (v sanskrtu सूत्र, doslovně vlákno nebo provaz, který drží věci pohromadě) nebo sutta (pálijsky „poučná řeč“), znamená aforismus (nebo pravidlo, formuli) popř. sbírku takových aforismů. Slovo se odvozuje z kořene siv- s významem šít. V hinduismu sútry vznikaly od nejstarších dob jako koncentrovaná, pro zapamatování vhodná vyjádření důležitých filozofických, náboženských i specializovaných odborných obsahů. Všechny nejstarší filozofické systémy (daršany) tak byly vyjádřeny pomocí súter, k nimž existuje bohatá komentářová literatura. Také buddhistická nauka byla v prvních dobách tradována převážně pomocí súter, jejichž kanonické sbírky dnes tvoří posvátná písma buddhistů různých tradic.